# Salzburg Aiglhof
Salzburg Aiglhof (niem.: Bahnhof Salzburg Aiglhof) – przystanek kolejowy w Salzburgu, w kraju związkowym Salzburg, w Austrii, położony jest w dzielnicy Lehen. Znajduje się na ważnej magistrali kolejowej Rosenheim – Salzburg.

## Historia
W ramach regionalnego i transgranicznego lokalnego projektu transportowego S-Bahn Salzburg, odcinek linii kolejowej Rosenheim – Salzburg pomiędzy dworcem głównym w Salzburgu i Freilassing został rozbudowany do trzech torów z dodatkowymi liniami i stacjami. W 2009 roku uruchomiono przystanek Salzburg-Aiglhof.

## Położenie
Przystanek kolejowy Salzburg Aiglhof znajduje się na granicy dzielnic Lehen i Maxglan w Salzburgu, w pobliżu Landeskrankenhaus Salzburg, Rudolf-Biebl-Straße (1) biegnie tunelem pod peronem.

## Linie kolejowe
- Linia Rosenheim – Salzburg

## Połączenia
| Rodzaj pociągu/ Linia | Trasa | Częstotliwość                       |
| --------------------- | --- | ----------------------------------- |
| RB                    | Landshut – Vilsbiburg – Neumarkt St-Veit – Mühldorf – Garching – Freilassing – Salzburg Aiglhof – Salzburg Hbf                              | pojedyncze pociągi                  |
| S2/R/REX              | (Linz – Wels –) Straßwalchen – Seekirchen – Salzburg Hbf – Salzburg Aiglhof – Freilassing                                                   | co godzinę                          |
| S3                    | (Bad Reichenhall – Piding –) Freilassing – Salzburg Aiglhof – Salzburg Hbf – Hallein – Golling-Abtenau (– Schwarzach St. Veit – Saalfelden) | co godzinę (Pon-Pią: co półgodziny) |